# Gołaczów (Kłodzko)
Pour les articles homonymes, voir Gołaczów.
Gołaczów est une localité polonaise de la gmina de Lewin Kłodzki, située dans le powiat de Kłodzko en voïvodie de Basse-Silésie.